# Нижній Аулакі (султанат)
Султанат Нижній Аулакі (араб. سلطنة العوالق السفلى, al-Saltana al-`Awlaqiyya al-Sufla) — арабська держава, що існувала на нинішніх територіях східної частини мухафази Аб'ян та південній частині мухафази Шабва в Південному Ємені (з XVIII століття до 1967). На чолі султанату стояла династія Аль-Аулакі.

## Історія султанату
Султанат Нижній Аулакі виник внаслідок розпаду султанату Аулакі в XVIII столітті. У 1888 Султанат Нижній Аулакі підписав з Великою Британією неофіційну угоду про захист.
У 1890 році Султанат Нижній Аулакі увійшов до складу британського Протекторату Аден.
У лютому 1960 Султанат Нижній Аулакі вступив до складу заснованої в 1959 року англійцями Федерації Арабських Еміратів Півдня, у 1962 перетвореної в Федерацію Південної Аравії. Монархія була скасована в 1967, а територія султанату увійшла до складу Народної Республіки Південного Ємену.

## Султани Нижнього Аулакі
- ?-? Алі Iібн Мунассар аль-Аулакі
- ?-? Махдіібн Алі аль-Аулакі
- ?-? Алі IIібн Махді аль-Аулакі
- ?-? Абдаллахібн Алі аль-Аулакі
- ?-? Насир Iібн Абі Бакр аль-Аулакі
- близько 1855–1863 Мунассар Iібн Абі Бакр аль-Аулакі
- 1863–1892 Абу Бакр Iібн Абдаллах аль-Аулакі
- 1892–1900 Саліхібн Алі аль-Аулакі
- 1900–1902 Алі IIIібн Мунассар аль-Аулакі
- 1902–1912 Насир IIібн Абі Бакр аль-Аулакі
- 1912–1924 Абу Бакр IIібн Насир аль-Аулакі
- 1924–1930 Мунассар IIібн Алі аль-Аулакі
- 1930–1947 Айдарусібн Алі аль-Аулакі
- 1947-29.11.1967 Насир III ібн Айдарус аль-Аулакі